# 桔井事件
桔井事件，是指红色高棉政府对民主柬埔寨桔井省桔井市的华人进行的一次迫害事件，发生于红色高棉大屠杀前夕。

## 背景
1973年《巴黎和平协议》签署后，美军撤出越南，越南军队逐步向柬埔寨边境集结。波尔布特领导的柬共（红色高棉）认为占领大城市时机成熟，开始推行极端政策，试图通过消灭城市、取消货币等手段实现“纯洁的共产主义”。桔井作为柬共控制的最大城市，成为其实施政策的“试点”。1974年，柬共在“解放区”强制推行城乡一体化试验，要求市民（主要是华侨）迁往农村务农，并禁止商业活动。

## 起因与经过
柬共桔井地方政府以“消除城乡差别”为由，要求华侨全体下乡务农。尽管华侨同意放弃商业，但提出保留老弱病残在城的请求，遭到拒绝。双方矛盾激化，最终柬共下达限期搬迁令，引发华侨集体抗议。为平息民愤，柬共干部召集华侨开会，并邀请住在桔井市的“华运”前负责人王海与会，想在会上“揪出幕后黑手”。在会议上，华侨罕见地集体反对迁徙，并要求返回中国。当柬共干部威胁“要回中国举起手来”时，全场华侨举手响应。华侨教师杨墨陶引用国际法强调华侨权益，现场掌声雷动，导致柬共干部无法收场。那天，正巧有一对华侨青年男女在王海的住处办婚事，柬共干部以此为借口，声称那是在开庆祝会，是在为抗拒下乡打气。于是在1974年4月28日，大批从前线回来的红色高棉战士开进桔井市中心，把轻重机枪摆在街上，对准华人的住宅，限令全市华人立即到农村种田，并以“煽动华侨对抗革命政权”的罪名将王海在内的70至100多名华人用军车强行押往疟疾区振东公社。

## 事件后果
此70至100多名华人大部分都在受尽酷刑后被处决。